# Torres del Parque

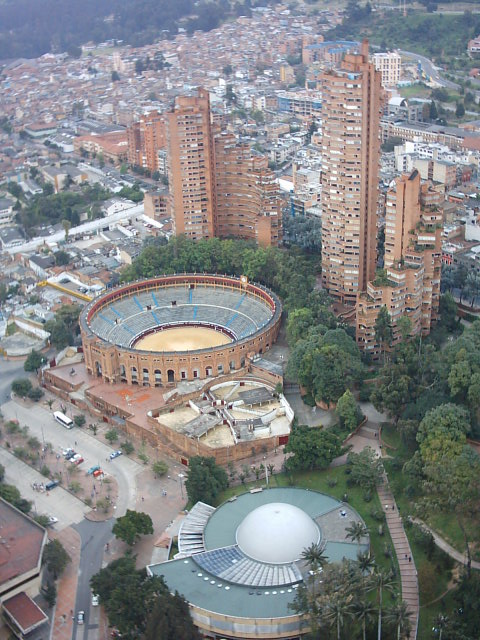
Las Torres del Parque junto a la Plaza de toros de Santamaría y el Planetario Distrital.

Las Torres del Parque (oficialmente Residencias El Parque) es un conjunto residencial del centro de Bogotá, construido en la zona oriental de la localidad de Santa Fe, en el barrio La Macarena. Está compuesto por tres edificios de ladrillo diseñados por el arquitecto colombiano Rogelio Salmona entre 1965 y 1970. El conjunto rodea la Plaza de toros de Santamaría, a cuya forma circular responde su diseño curvo. Su silueta evoca asimismo los cerros Orientales de la ciudad.

## Características

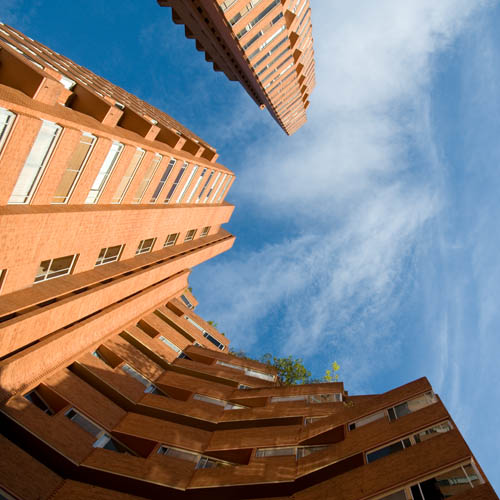
La torre B y la A vistas desde la rotonda de la primera.

Las torres que componen el conjunto son, de norte a sur, la C, la A y la B. La más alta, la A, tiene 37 pisos. Con sus 117 m y gracias a su elevada ubicación en el piedemonte del cerro de Monserrate es una de las de mayor altura de la ciudad. Por su parte, las torres albergan 294 apartamentos de diferente superficie. Los ejes compositivos de las tres construcciones giran en torno al centro de la Plaza de Toros. Los dos inmuebles laterales se escalonan hacia ella, combinando en esa composición los cerros Orientales.
Un aspecto relevante de la obra es que una gran parte de su área se consagra al espacio público, pues tres cuartos del terreno disponible se destinaron a jardines, caminos y plazoletas. Según el arquitecto Salmona, la intención era “crear el edificio a través del espacio abierto, como generador del espacio cubierto”. Las áreas comunes de los edificios constituyen en efecto un continuo con el Parque de la Independencia, constituyendo una gran zona verde pública que se extiende hasta la carrera Séptima.
 La calle de las Escalinatas es el punto de empalme entre las Torres, el Parque de la Independencia, la Plaza de Toros y el Planetario. En su parte inferior se encuentra de hecho una estatua de Copérnico.

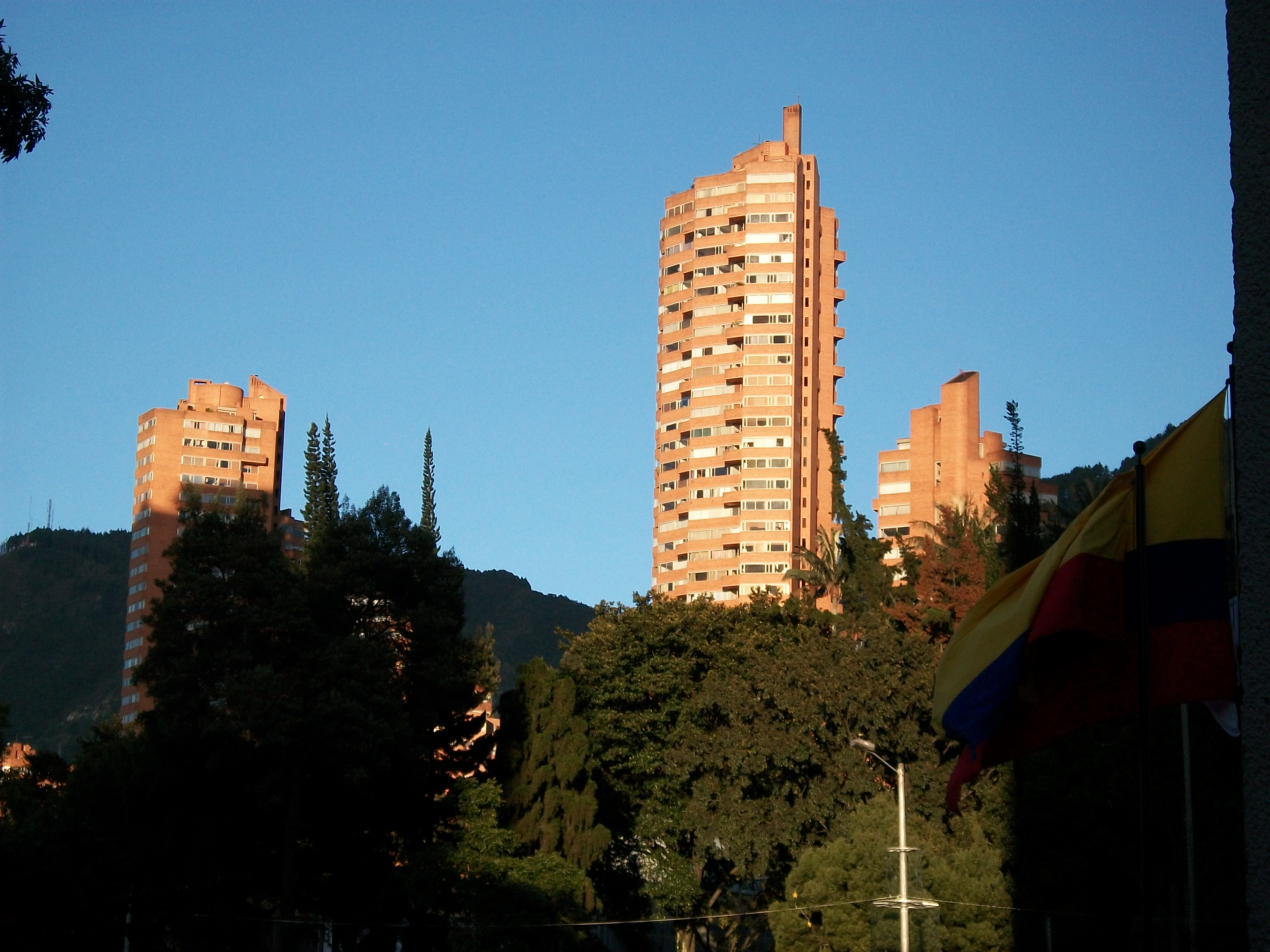
El ladrillo es el material predominante en las Torres del Parque.

### Uso del ladrillo
Por su parte, el empleo del ladrillo como principal material de la obra responde a razones sociales, económicas y estéticas. En efecto, explica el arquitecto, el ladrillo "se hace con el barro y da trabajo a mucha gente, (...) es un material que usan con munificencia los albañiles bogotanos, (...) su color es variable, de acuerdo con la luz y crea destellos de luz y sombras muy bellos, (...) y la arquitectura de ladrillo está relacionada con la vegetación bogotana; es una de las tradiciones de la ciudad, usar en forma adecuada su vegetación".
El jurado del premio Alvar Aalto tuvo en cuenta esa característica de su obra para concederle el galardón en 2003: "Salmona se convirtió en maestro por derecho propio por el uso de materiales auténticos, ladrillo y madera, y tiene un acercamiento totalizador a la arquitectura que incorpora diseño de paisajes y planificación urbana".